# Graeme Le Saux
Graeme Pierre Le Saux (født 17. oktober 1968 på Jersey) er en tidligere engelsk fodboldspiller, der spillede som venstre back eller alternativt kant. Han var på klubplan tilknyttet Chelsea, Blackburn Rovers og Southampton i England. Med Blackburn vandt han i 1995 Premier League, mens det hos Chelsea blev til triumf i blandt andet Pokalvindernes Europa Cup i 1998 og FA Cuppen i år 2000.
Ved sit skifte til Chelsea i 1997 blev Le Saux den dyreste forsvarsspiller i England, med en transfersum på a £5 millioner.
Le Saux blev desuden noteret for 36 kampe og én scoring for Englands landshold. Han deltog ved VM i 1998 i Frankrig, hvor englænderne måtte se sig slået ud i 1/8-finalerne.
Under sin aktive karriere blev Le Saux beskyldt for at være bøsse. Dette afviste han dog selv.

## Titler
Premier League
- 1995 med Blackburn Rovers

FA Cup
- 2000 med Chelsea F.C.

League Cup
- 1998 med Chelsea F.C.

Charity Shield
- 2000 med Chelsea F.C.

Pokalvindernes Europa Cup
- 1998 med Chelsea F.C.

UEFA Super Cup
- 1998 med Chelsea F.C.